# 亨麗埃塔·希爾·斯沃普
亨麗埃塔·希爾·斯沃普（英語：Henrietta Hill Swope，1902年10月26日—1980年11月24日）是一名美國天文學家，主要研究變星。她特別測量了造父變星的周光關係，造父變星是一種明亮的變星，其變星週期與其固有光度直接相關。因此，測得的它們的週期可以與它們的距離相關聯，並用來測量銀河系的大小和與其他星系的距離。

## 早年生活
亨麗埃塔是傑勒德·斯沃普和瑪麗·希爾（Mary Hill）的女兒，赫伯特·斯沃普的姪女。1890年代末，她的父母都在芝加哥的赫爾之家任教，並在那裡相識。她的父親曾就讀於麻省理工學院，是一名工程師。他曾在通用電氣工作，最終於1922年升任該公司總裁，並使他的女兒終生獨立富有。
她與家人在南塔克特度假時了解到瑪麗亞·米切爾天文台的講座，並與哥哥一起參加了那裡的夜校課程。。她也聽了哈佛大學天文學家哈羅·沙普利的演講，最後與他一起研究變星。

## 教育
斯沃普就讀於巴納德學院，1925年獲得數學學士學位。她只在最後一年選修了哈羅德·雅各比的天文學課。
大學畢業後，她回到芝加哥，就讀於芝加哥大學社會服務管理學院，但只讀了一年。
在與哈羅·沙普利合作期間，她於1928年獲得拉德克利夫學院的天文學碩士學位。

## 職業生涯
斯沃普得知沙普利為女性提供獎學金，讓她們從事尋找變星的工作。1926年，斯沃普前往沙普利工作，開始與其他「女孩」一起識別銀河中的變星。她與塞西莉亞·佩恩-加波施金和阿德萊德·艾姆斯成了朋友。她靠著哈佛大學的薪水和家裡的津貼維持生計。她成為根據照相底片上的影像估算恆星星等的專家。
1942年，斯沃普離開哈佛大學，前往麻省理工學院員工輻射實驗室工作。在她的《口述歷史》中，她說：「……他們說，『你（在哈佛）拿多少錢？』我說，我想是2000美元吧。他們說他們會付我2000美元 ，也就是我當時的工資，但這對他們來說太少了。他們做不到。所以我很快就升職了。」1942年至1947年，她從遠距離無線電導航系統的工作。
1947年至1952年，斯沃普在巴納德學院和康乃狄克女子學院教授天文學，並利用哈佛大學的舊板材進行研究。
1952年，卡內基科學研究所天文台的沃爾特·巴德透過馬丁·史瓦西這個中間人邀請她和他一起研究帕洛瑪山天文台新的200英寸海爾望遠鏡在其他星系中探測到的變星。雖然她被聘為巴德的研究助理，在「星雲研究」小組工作，但她一直獨立工作，甚至在巴德去世後還撰寫帶有他名字的科學出版物。她在卡內基研究所度過了餘下的職業生涯，並於1968年正式退休。
1964年，巴德＆斯沃普發表了一篇論文，報告斯沃普根據在帕洛瑪山天文台相對較新的海爾望遠鏡上拍攝的仙女座星系照片，推導出的275個仙女座光變曲線的結果。他們報告M31的新距離，距離模數為24.25。1963年，他們又在仙女座一個受消光影響較小的區域內測定了20顆倒飛石，並估算出新的距離模數為24.20等。

## 影響
1967年，斯沃普向卡內基科學研究所捐贈了價值65萬美元的證券，用於發展「南半球的光學天文觀測設施」。這筆捐贈被用於場地開發，包括道路、供水和供電系統，以及在卡內基位於智利的拉斯坎帕納斯天文台建造一台40英寸的望遠鏡。為了紀念她，這台望遠鏡被命名為斯沃普望遠鏡；它於1971年開始運行，至今仍在使用。斯沃普還將她的大部分遺產留給卡內基科學研究所，用於進一步支持拉斯坎帕納斯天文台和該機構的天文研究。
斯沃普於1980年11月24日在加利福尼亞州帕沙第納去世，享年78歲。

## 榮譽
- 安妮·坎農天文學獎（1968年）
- 巴納德學院傑出校友獎（1975年）
- 巴塞爾大學榮譽博士學位（1975年）
- 巴納德學院傑出獎章（1980年）
- 小行星2168 Swope以她的名字命名。

## 外部連結
- Henrietta Hill Swope Papers.Schlesinger Library 的存檔，存档日期2012-05-09., Radcliffe Institute, Harvard University.
- Oral history interview transcript with Henrietta Hill Swope on 3 August 1977, American Institute of Physics, Niels Bohr Library & Archives （页面存档备份，存于）